# 鈴原希実
鈴原 希実（すずはら のぞみ、2002年11月1日 - ）は、日本の女性声優。宮崎県出身。Apollo Bay所属。Liella!のメンバー。

## 来歴
2021年からスタートする『ラブライブ!スーパースター!!』の一般公募オーディションを受け、伊達さゆり・青山なぎさとともに合格（ただし、伊達・青山と異なり2期メンバーから参加する形での合格となった）、後に二人と同じ事務所・Apollo Bayに所属する。そして2022年、同作の桜小路きな子役で声優デビューするとともに、薮島朱音・大熊和奏・絵森彩とともに「Liella!」の2期生として加入。

## 人物
小学生の頃からアイドルに憧れており、鏡の前で踊ったり、歌ったりしていた。しかし、当時の苦い経験から自分の好きなことを隠すようになり、憧れていたアイドルに対しても現実的ではないと考えていた。
学生時代は、学校の図書室にある本を多く読んでいた。趣味は漫画、パン屋巡り、カードゲーム。特技は書道、女の子のイラストを描くこと、両利き。好きな食べ物にアイス、ポテトなどを挙げている。
テレビで視聴した『ラブライブ!』をきっかけにシリーズのファンになり、ライブなどのイベントに参加するようになる。そして2020年に開催された「ラブライブ!フェス」で知った『ラブライブ!スーパースター!!』の一般公募オーディションに合格し、声優への道を歩み始めた。
VTuberが好きで、特に好きな人に「にじさんじ」のアンジュ・カトリーナを挙げている。彼女の配信番組「鈴原希実のわたしの人生、のんフィクション」（ニコニコチャンネル）の誕生日回では、同じにじさんじのリゼ・ヘルエスタとの共演も実現している。
バンダイナムコミュージックライブによるVTuberプロジェクト「MEWLIVE」1期生のVTuberである「夜羽咲クロネ」として、「いとこ」という設定で活動している。

## 出演
※太字はメインキャラクター。

### テレビアニメ
- ラブライブ!スーパースター!!（2022年 - 2024年、桜小路きな子[7]） - 2シリーズ[一覧 1]

### ゲーム
- ラブライブ! スクールアイドルフェスティバル（2022年 - 2023年、桜小路きな子[8]）
- ラブライブ! スクールアイドルフェスティバル2 MIRACLE LIVE!（2023年 - 2024年、桜小路きな子[9]）
- ブラウンダスト（2023年、クベーラ[10]）
- タワーオブスカイ（2023年、チヨリ[11]）

### ラジオ
※はインターネット配信。
- ラジオどっとあい 鈴原希実の週末なんしちょっと？（2023年、AG-ON※・超!A&G+※）[12]
- 鈴原希実のわたしの人生、のんフィクション。（2023年 - 、ニコニコチャンネル※）[13]
- 鈴原希実の明日はなんしちょっと?（2023年 - 、QloveR※[注 3]）[14]

### 朗読劇
- 朗読劇「若きウェルテルの悩み」（2024年）[15]
- ネコたん！〜猫町怪異奇譚〜（2024年、迷路ソマリ[16]）
- 岩井秀人（WARE）プロデュース「いきなり本読み！Voices」（2025年8月6日[17][18]）

### Web連載
- ダ・ヴィンチWeb「鈴原希実のネガティブな性格がちょっとだけ明るくなる本」（2023年6月 - 、KADOKAWA）

### その他コンテンツ
- 温泉むすめ（2023年 - 、鈍川まなみ〈2代目〉[19]）
- StarryMonogatari Project（2023年 - 、丹羽赭黎）
- 漫画『異世界で配信活動をしたら大量のヤンデレ信者を生み出してしまった件 』CM（2023年-、マリア王女）[20]

## 書籍

### 写真集
- 届け（2025年2月12日、KADOKAWA、撮影：熊木優）ISBN 978-4048978224[21]

### デジタル写真集
- ラブリー（2023年2月2日、集英社［YJ PHOTO BOOK］、撮影：熊谷貫）[22]
- Sunny もしも今日が晴れたなら（2023年5月18日、集英社［YJ PHOTO BOOK］、撮影：是永日和）[23]
- only you（2023年12月14日、集英社［YJ PHOTO BOOK］、撮影：山本絢子）[24]
- はじめてのひとり旅。（2024年1月29日、集英社［週プレ PHOTO BOOK］、撮影：HIROKAZU）[25]
- toi et moi（2024年4月8日、KADOKAWA［My Girl PHOTO BOOK］、撮影：熊木優）[26]

## 関連人物
- 伊達さゆり - 『ラブライブ!スーパースター!!』一般公募オーディションの合格者でLiella!のメンバー。鈴原と同じApollo Bayに所属。
- 青山なぎさ - 同上。